# Facel Vega FV2 et FV2B
La Facel-Vega FV2 puis FV2B est une voiture française de Grand Tourisme produite par Facel-Vega entre 1955 et 1956.
Elle poursuit l’évolution de la série des coupés FVS démarrée en 1954.

## Description
La FV2 dont la production démarre en novembre se distingue du modèle précèdent par son nouveau pare-brise panoramique et surtout son tableau de bord en tôle peint, cela en plusieurs jours par le chef peintre de l'usine de Dreux nommé Marcel Bigot, en utilisant la technique de la main levée et du trompe-l'œil,  façon ronce de noyer ou loupe d'orme,,,,.
Le moteur DeSoto Hemi V8 de 4,8 litres (291ci) développe 200 ch réels.
Un cabriolet est construit par l’usine sur la base de la FV2.
En mars 1956, le modèle évolue et prend l’appellation FV2B. L’apparence est semblable mais la cylindrée du moteur est augmentée à 5,4 litres (330ci) pour 250 ch réels.
Deux cabriolets sont construits par l’usine sur la base de la FV2B.
.